# Prelude FLNG
Prelude FLNG — плавучий завод із зрідження природного газу, замовлений для встановлення у 200 км від північно-західного узбережжя Австралії на родовищі Prelude, яке розробляється консорціумом у складі Shell (67,5 %), японської INPEX (17,5 %), південнокорейської KOGAS (10 %) та CPC (5 %). 
Спорудженням заводу займаються французький інжинірингово-промисловий конгломерат Technip та Samsung Heavy Industries. Будівництво розпочалось у 2013 році на верфі в Geoje. Після формування корпусу масою 200 тисяч тонн, він був виведений у гавань із сухого доку для добудови та монтажу обладнання. По завершенні цих операцій загальна маса судна досягне 600 тисяч тонн. Судно з розмірами 488 х 74 метри буде встановлене на якір в районі з глибиною моря 250 метрів. Воно розраховане на роботу протягом щонайменше 20 років перш ніж виникне потреба постановки в док для ремонту.
Потужність заводу становитиме 3,6 млн т ЗПГ на рік (5 млрд м3), 1,3 млн т конденсату та 0,4 млн т ЗНГ. Для зберігання продукції призначені резервуари загальним об'ємом 436 000 м3, в тому числі для ЗПГ 220 000 м3, для зрідженого нафтового газу 90 000 м3 та 126 000 м3 для конденсату.
Початок експлуатації Prelude FLNG очікується у 2017—2018 роках.